# Belfried (Brügge)

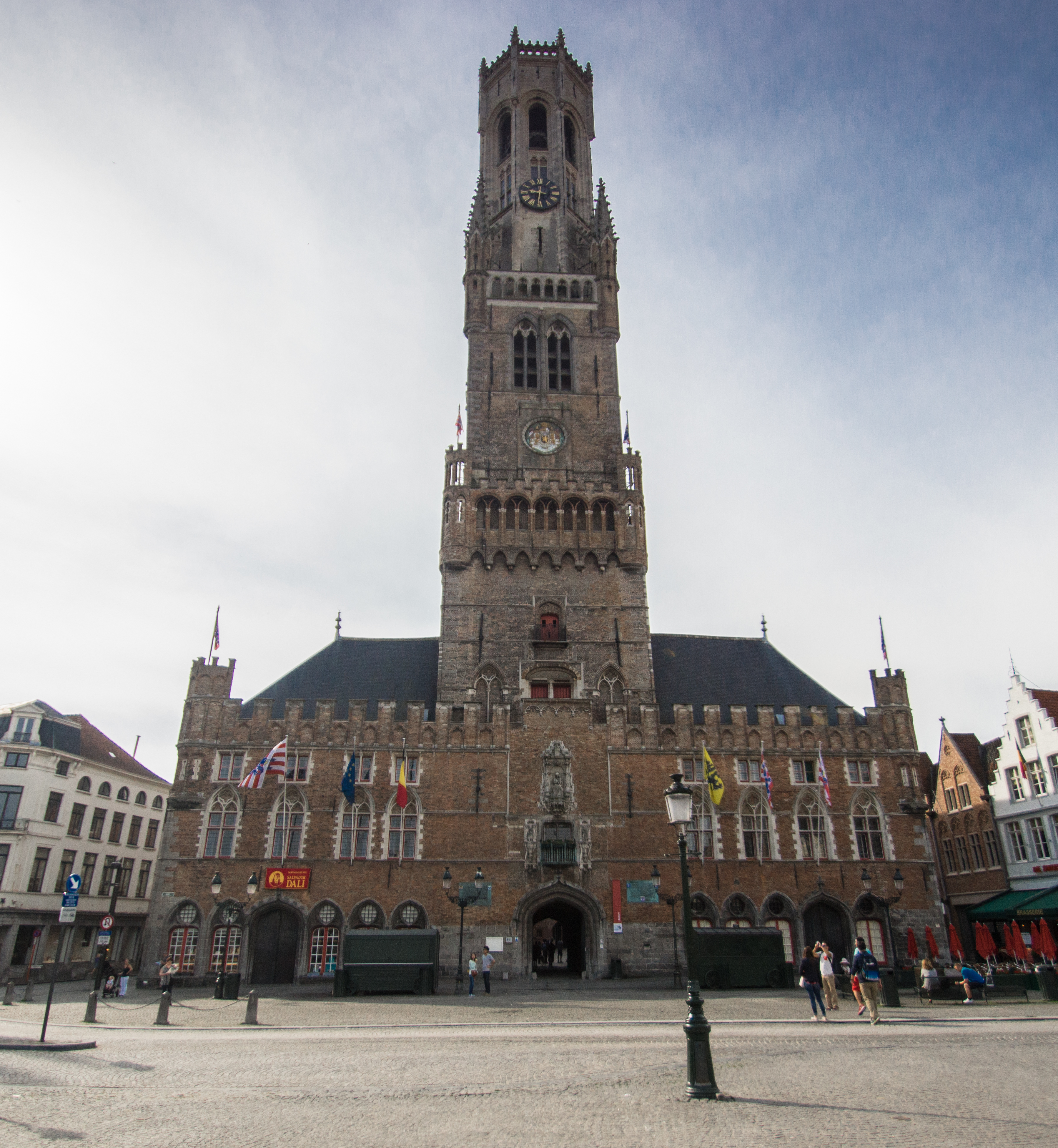
Belfried und Stadthallen in Brügge

Der Brügger Belfried ist 83 m hoch und in die Stadthallen (Stadshallen) am zentralen Marktplatz von Brügge (Grote Markt) integriert. Er wurde ebenso wie diese im 13. Jahrhundert erbaut. Im Spätmittelalter demonstrierte der alle Bauwerke der Stadt überragende Turm die Macht des selbstbewussten reichen Bürgertums und diente als Brandwache. Noch heute darf ihn kein Neubau überragen.

## Geschichte
Die älteste schriftliche Nachricht über die Hallen stammt von 1211, als ein Bürger durch seinen Wohnsitz hinter der Halle charakterisiert wurde, „Riquardus post hallam“. Zu der Zeit dürften die Hallen noch aus Holz gewesen sein.
Als möglicher Baubeginn des (back-)steinernen Komplexes aus Hallen und Belfried wird das Jahr 1240 angesehen. Gerade die älteren Teile weisen eine Vielfalt an Gebäudestrukturen und Baumaterial auf.
Der aus Stein erbaute rechteckige Turm hatte ursprünglich eine hölzerne Spitze, die ebenso wie das Stadtarchiv 1280 abbrannte.
In den folgenden zweihundert Jahren wurde überwiegend Backstein verwendet. 1296 wurde die Turmspitze wieder aufgebaut, 1345–1346 obere viereckige Turmgeschosse restauriert oder neu darauf gebaut. Der umgebende Baukomplex der Stadthallen zwischen Hallestraat und Wollestraat erhielt seine heutige Gestalt zwischen dem späten 14. Jahrhundert und 1420.
Der Turm brannte 1493 erneut ab. Bei diesem Brand wurde auch die Stadtglocke zerstört.
Danach wurde überwiegend Werkstein verwendet, sowohl an den Fensteröffnungen der Hallen, als auch bei Reparaturen und Anfügungen am Turm. Die Spitze entstand, aufwändiger als die vorherigen 1345–1346 wieder aus Holz. Sie fiel 1741 ebenfalls einem Brand zum Opfer. Um dem vorzubeugen, wurde 1822 anstelle einer hölzernen Spitze eine neogotische steinerne Krone auf den mittelalterlichen Turm gesetzt.

## Besonderheiten

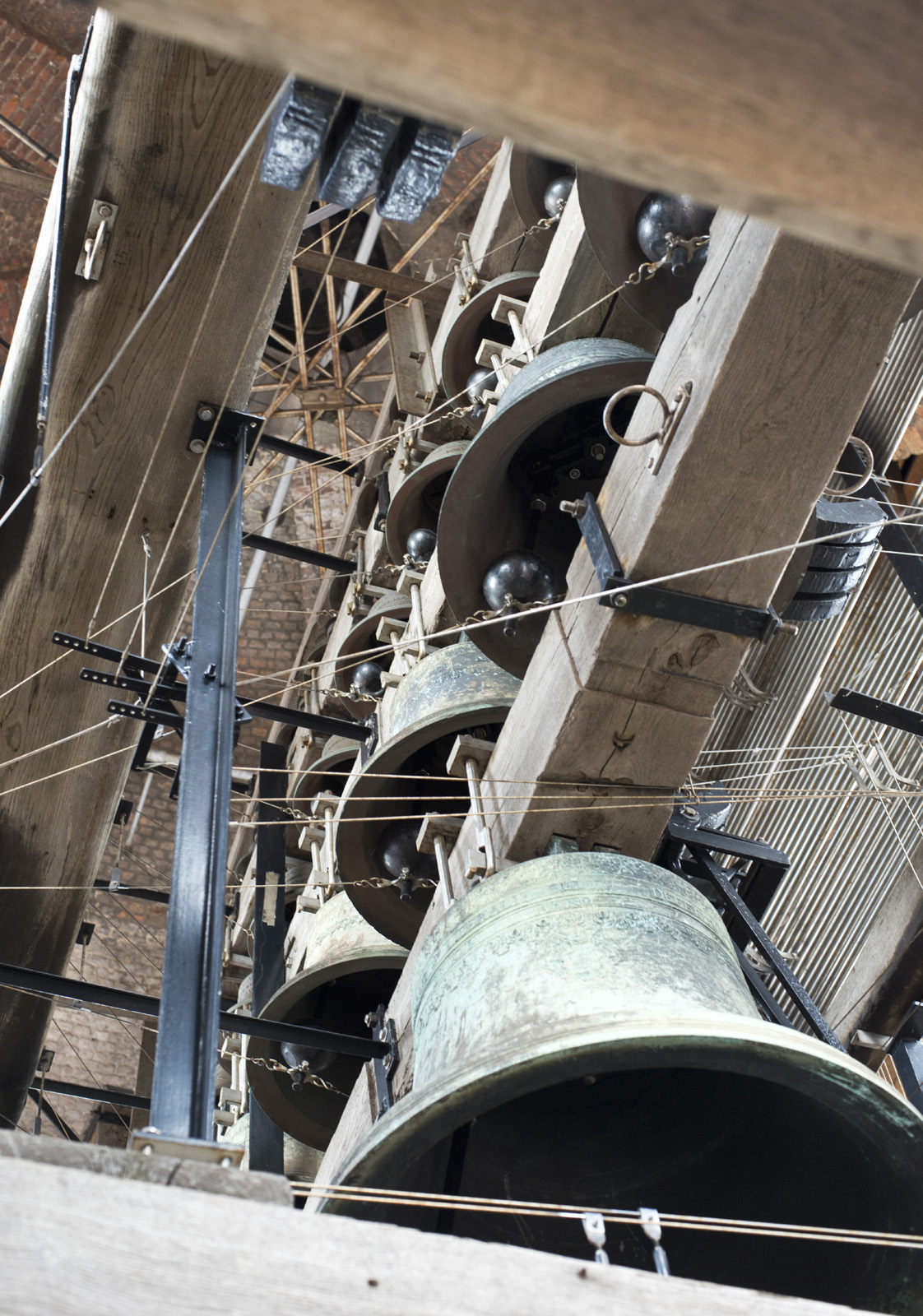
Glockenspiel

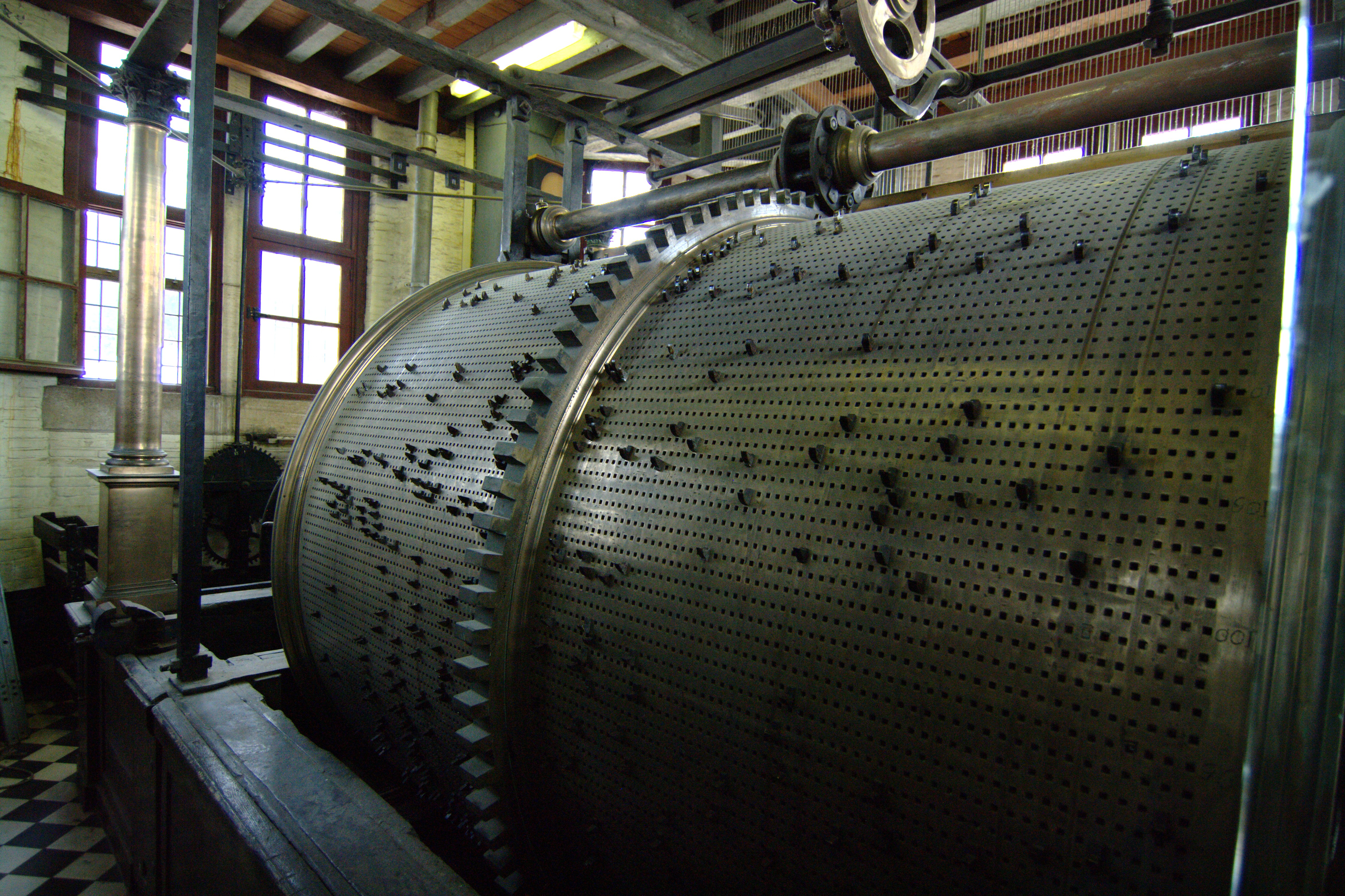
Historische Steckwalze

Das Carillon (Glockenspiel) umfasst 47 Bronzeglocken aus dem 17. Jahrhundert. Es erklingt noch heute am Mittwoch, Samstag und Sonntag jeweils um 11 Uhr. Eine auch für Touristen zugängliche Plattform in Höhe des Glockenspiels ist ausschließlich über 366 Stufen erreichbar. International wurde der Turm auch durch den Film Brügge sehen… und sterben? bekannt. Der Brügger Belfried wurde 1999 in die UNESCO-Liste des Welterbes als Kulturdenkmal aufgenommen. Das Glockenspiel erklingt vor den Viertelstundenschlägen automatisch über die größte, älteste erhaltene Stecktrommel. Es kann auch als Carillon über einen Spieltisch durch einen Glockenspieler (hier auch Beiaardier genannt), bespielt werden.
Marcel Proust hörte das Spiel des Brügger Carillon auf einer Reise 1902. In seinem Roman Auf der Suche nach der verlorenen Zeit gehört zu den Hauptfiguren die Herzogin von Guermantes, die sich mit Eleganz, Kunstsinn und Esprit an die Spitze der mondänen Pariser Gesellschaft gesetzt hat. Über sie schreibt er: „ihr Lachen klingt wie das Glockenspiel von Brügge“.